# 일본인의 성

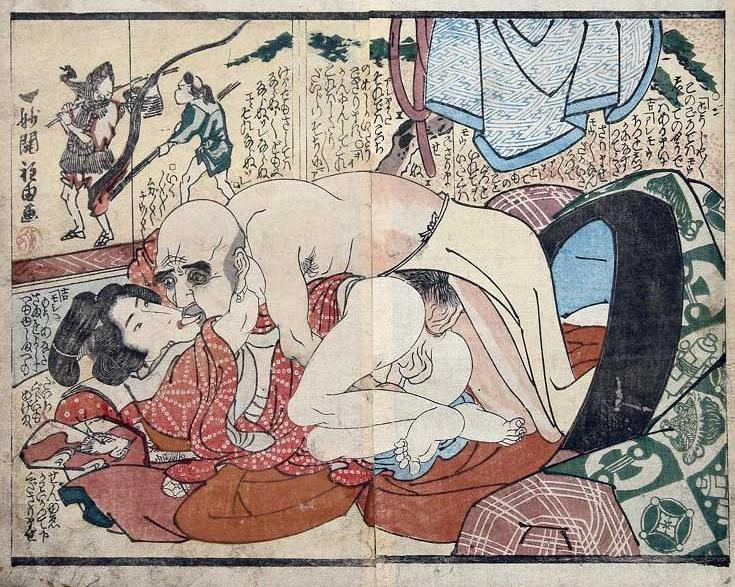
우타가와 구니요시(歌川国芳)가 그린 춘화

일본인의 성(日本人の性、にほんじんのせい)에서는, 일본인의 성생활, 성의식, 성풍속에 대해서 설명한다.

## 개요

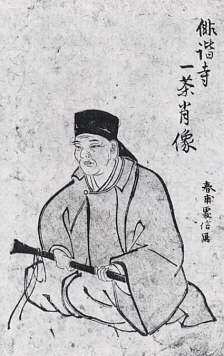
고바야시 잇사는 일기에, 매일 몇번 성교를 했는지를 기록했고, 말년에 되어서도 매일 같이 섹스를 하고 있었다는 것을 알 수 있다.

현대의 일본에서는, 현재에서도 영화나 비디오의 성교 신에는 모자이크 처리가 들어갈 정도로 성에 관해서 폐쇄적인 국민이라는 이미지가 있지만, 「성에 관해서 샤이한 일본인상」은 결코 고대에서 온 것은 아니다. 「만엽집」이나 「겐지모노가타리」에 적혀 있듯이, 나라 시대나 헤이안 시대의 귀족의 연애나 성행동은 꽤 분방했다. 또, 일본에는 아주 오래전부터, 혼탕 문화가 있고, 가마쿠라 시대의 온천에는, 온천 고객 상대로 성적 서비스도 행하는 「유나(湯女)」가 등장한다. 해가 진 목욕탕은 「성의 사교장」이기도 했다. 「요바이」의 문화도 있고, 여성이 남성에게 언제든지 오라고 권유하는 「쓰마도이(妻問い)」라는 문화도 존재했다. 이 요바이 문화의 발상은, 오오쿠니누시(다이코쿠(大黒))라고 하는 설도 있다. 나라 시대 이후 「우타가키(歌垣)」라는 일당에 모인 남녀가, 노래를 서로 부른 후에 프리 섹스를 행하는 것을 여는 것이 전국적으로 성행했다. 기혼자도 참가 가능하고, 유부녀도 포함한 여성도 적극적으로 참가했다. 에도 시대에서는, 일본인의 성은 비교적 느긋하여, 이하라 사이카쿠가 호색 이야기를 쓰고, 춘화나 유곽 등 성 산업도 극히 융성했다. 하이진 고바야시 잇사는 일기에, 매일 몇번 성교를 했는지를 기록하고 있는데, 잇사는 말년에 되어서도 매일 같이 섹스를 한 것을 알 수 있다. 이런 사실에서, 일본인은 전통적인 섹스에 관용적이고 즐기고 있던 민족이었다고도 불린다.
제2차 세계 대전 후, 1950년 즈음까지는 인구 억제 정책이 잡혀, 인공임신중절이나 피임의 보급이 진행됐다. 당시는, 아이의 수가 평균 4명으로, 부부의 성적 관계는 아직 성행했다. 2000년대에 들어서는 섹스리스화로 급속하게 박차를 검과 함께, 연애하지 않는 젊은이가 급증했다.

## 센고쿠 시대
센고쿠 시대의 병사는, 전투의 수일 전부터 여성과의 성교가 금지돼있었다. 당시는 여성은 더럽혀진 것이라는 미신이 있었고, 연기를 담당하고 있었으므로, 체력을 소말한다는 이유는 아니었다. 또, 당시는 매독이 대유행한 것이 꽤 심각한 문제였다. 도요토미 히데요시나 가토 기요마사 등도 사인은 매독이 아닐까하는 설도 있다. 그중에서도 도쿠가와 이에야스는, 병에 대한 예방 의식이 남들 이상으로 높았고, 매독이 성교에 의해 감염되는 것을 제대로 이해하고, 함부로 성교를 하는 것을 꺼렸다고 한다.

## 에도 시대

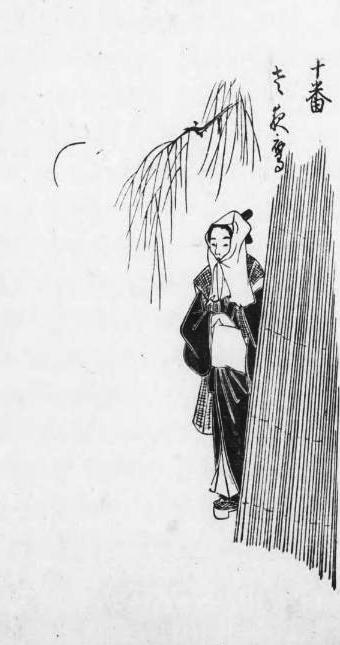
요타카(夜鷹). 에도 장인 가합(江戸職人歌合). 이시하라 마사아키(石原正明) 저 (가타노 도시로(片野東四郎), 1900)

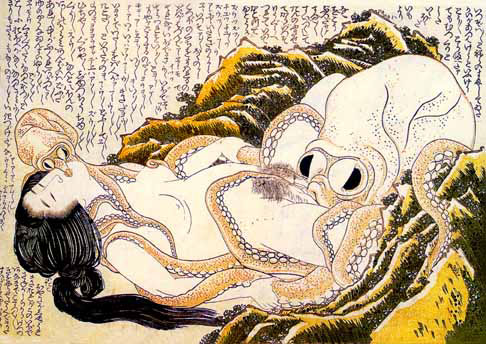
가쓰시카 호쿠사이 『문어와 해녀』(1814년 즈음)

도쿠가와 막부의 시대에는, 무사에게 참근교대가 과해졌고, 다이묘의 처자는 인질로, 기본적으로 에도의 저택에 살 필요가 있었으므로, 부부는 섹스리스로 되지 않을 수 없었다. 한편 서민은 부부 원만이 이상으로 되어, 섹스에 대해서도 자유로운 풍조였다. 우키요에가 대유행하고, 혼인 즈음에는 성교육의 일환으로 딸에게 주었다는 이야기도 남아있다. 불륜 등, 풍기가 문란해졌던 것은 아니고 특별히 기혼 여성의 부정은 법도로 되어, 사죄도 적용될 정도로 엄격한 처분이 이루어졌다. 또, 에도 시대는 남성의 인구 비율이 높았기에, 남성에게 있어서 혼인은 중요한 테마였다.

### 매춘
에도의 요시와라 유곽 등의 도시부의 유곽 외에, 도카이도의 슈쿠바의 숙박 시설이나 밥집에서는 「메시모리온나(飯盛女)」라고 불리는 유녀가 대기하고 있었다. 참근교대 시에는 매우 바빴다.
쓰보네미세(局見世)
최하급의 유녀 숙박 시설로, 기리미세(切見世)라고도 불렸다. 시간 당으로 가격을 결정했다. 局쓰보네미세에서 일하는 유녀는 「총 유녀(鉄砲女郎)」라고 불렸다. 보통, 다다미 2장 정도의 좁은 방에서 남성의 상대를 하고, 요시와라에서도 존재했다. 당시, 요시와라에서 오이란 상대로 놀기 위해서는, 처음으로 등루하는 「첫만남(初会)」, 두 번째인 「뒤(裏)」, 세 번째인 「소꿉친구(馴染み)」라는 수순을 밟지 않으면 안 되고, 인기의 오이란의 경우 현재의 가치로 수십만 엔이 들었으나, 쓰보네미세에서는 1회 1,000엔~2,000엔이 시세였다. 번성하고 있는 기리미세의 가게 밖에서는 손님이 순번을 기다리고 있었다.
요타카(夜鷹)
밤길에 서서, 길을 걷는 남성에게 말을 걸어 안가로 매춘을 행한다. 싼 요타카의 경우, 한 회의 요금은 소바 한 그릇 정도였다. 쓰보네미세에서 가령이나 병 등으로 영락한 여성이 많고, 숲속이나 강변 등 야외에서 지참한 고자(ゴザ, 테두리를 댄 돗자리)를 펴서 남성의 상대를 했다. 연령은 10대에서 70대까지로 넓게 전국에 존재했다.

### 이와토(意和戸)
판잣집의 안에서, 여성이 음부를 드러내는 기형쇼로, 현재의 스트립 클럽에 해당한다. 관객의 남성들은 「그거 불어라, 자 불어라!(それ吹け、やれ吹け！)」「그거 찔러라, 자 찔러라!(それ突け、やれ突け！)」 등 맟춤 소리를 냈다. 이와토는, 일본 신화의 아마노이와토(天岩戸, 일본 신화에서 천상에 있다는 암굴)에서 왔다.

### 춘화
우키요에(춘화)가 대유행하고, 에도 시대 후기(간세이기)가 되면 마메이타 춘화(豆版春画, 대부분 12장 모음으로 9*12cm 정도의 손바닥 사이즈의 춘화)도 기세 좋게 만들어졌고, 다이묘에서 서민에까지 친숙해지고, 그해의 달력을 표기한 춘화를 서로 교환하는 것도 유행했다. 춘화는 과장된 남성기와 여성기의 결합이 너무나도 노골적으로 그려져 있고, 그로테스크한 인상을 주는 것도 있지만, 강간 등 강제적인 성은 전혀 등장하지 않는다. 이로 인해서 후술할 대영박물관에서의 춘화전에서도 여성의 인기를 모았다. 춘화는 서양 미술의 상식을 꺠고 있었다. 막말에 흑선에서 내항한 페리에게도 미움받고, 마네나 모네 등의 인상주의, 피카소, 로댕, 툴루즈로트레크 등에 큰 영향을 주었다.
2013년 10월 3일-2014년 1월 5일에게는 대영박물관에서 「춘화――일본 미술의 성과 즐거움(春画――日本美術の性とたのしみ)」이 개최되고, 87,893명의 손님(그중 여성이 55％)을 모았고, 대성공을 거두었다. 2015년 9월 15일에는, 일본을 포함한 7개국을 대표하는 일본 미술 · 문화의 연구자 35명(그중 여성 14명)에 의해, 최신의 연구 성과가 정리된 『대영박물관 춘화(大英博物館 春画)』가 쇼가쿠칸에서 발매되는 등 현대에서도 높게 평가되고 있다.

### 혼탕
일본의 온천이나 목욕탕은 에도 시대까지는 기본적으로 혼탕이었다. 1853년에 내일한 페리는, 이 일본인의 습관에 놀라고, 자국에 제출한 보고서에 이하와 같이 기술했다.
사람들은 모두 꽤나 예의 바르고 조심스럽다. 하지만 놀라울 정도의 습관을 가지고 있다. 어느 목욕탕에서의 광경이었으나, 남녀가 무차별로 들어가 섞여, 서로 신경 쓰지 않고 있다(후략)
또, 페리는 외에도, 당시의 범람하고 있던 외설본에 대해서도 「사람이 더럽게 타락한 것을 보여주는 부끄러워할 낙인이다」라고 기술했다.

## 쇼와기
제2차 세계 대전후, 1950년 즈음까지는 인구 억제 정책이 잡혔다. 일본국 정부는 인공임신중절을 행하기 쉽게 하고, 피임의 보급에 노력했다. 당시는, 아이의 수가 평균 4명으로, 부부의 성적 관계는 성행했다.

## 2000년대 이후
2000년대에 들어서는, 섹스리스화에 박차가 걸리고, 2015년의 출생 동향 기본 조사에서는, 젊은이의 미혼율은 상승하는 경향에, 교제 상대가 없는 사람이 늘고, 미혼자(18-34세)에서 연인이 있는 사람은, 남성에서 약 20%, 여성에서 약 30％였다. 교제 상대가 없는 사람 중, 교제 상대를 원한다고 생각하는 사람은 반을 밑돌았다. 성 체험률도 저하하는 경향이었다.

### 섹스리스
가족계획협회(家族計画協会)의 조사에서는, 성에 관심을 가지지 않는 사람(기혼자 포함)은, 20대 전반에서 남성 21％, 여성 39％로 2008년의 수치(남성 11％, 여성 25％)에 비해 대폭 상승했다. 본래 일본인 부부의 섹스 빈도는, 세계 최저라고 불렸으나, 일본가족계획협회의 조사에서는, 2016년의 부부의 섹스리스 비율은 47.2％에 미쳤다. 섹스의 비활성화는, 중년 · 노년 부부에게도 미치고 있는 외에, 부부간에서 피임 실행률은 저하하고 있는데, 임신율이 저하하고 있는 등 부ㅜㅂ간의 성행동이 비활발하게 되고 있는 것을 암시하고 있다. 이 때문에, 서양인에게서는, 섹스가 없어서 부부에서 무슨 즐거움이 있냐고 야유받은 적도 있다.
사가미고무공업의 조사에 따르면, 기혼자 및 교제 상대가 있는 사람의 월간 섹스 횟수는 평균으로 2.1회(20대=4.11회, 30대=2.68회, 40대=1.77회, 50대=1.38회, 60대=0.97회)로, 속성별로는 「교제 상대」(4.1회), 「섹스 프렌드」(2.9회), 「결혼 상대」(1.7회)로, 결혼하면 횟수가 감소하는 경향이었다. 「섹스리스라고 생각하는」 사람의 비율은, 기혼자가 55.2％, 교제 중에서는 29％. 특히 40~50대 남성의 60%가 섹스리스라고 느끼고 있다.
바람 상대가 있는 사람의 월간 섹스 횟수는 평균 2.8회였고, 속성별로는 「기혼자로 바람 피는 상대와」(2.4회), 「교제 상대가 있는 사람이 바람 피는 상대와」(4.1회)였다.
일반사단법인일본가족계획협회가 2020년에 행한 조사 「일본인의 섹스 경험 · 빈도 · 목적의 현상(日本人のセックス経験・頻度・目的の現状)」에서는, 「당신은 여태까지 섹스(성교)를 한 적이 있습니까?」라는 질문에 대해서, 남성의 86.0％, 여성의 89.4％가 「있다」고 회답. 20대, 30대, 40대에서는 여성의 경험률이 남성을 웃돌고, 젊은 세대의 초식계 남자, 육식계 여자의 존재를 방비시켰다. 이 1년간에서의 섹스 횟수의 질문에서는, 남성의 41.1％, 여성의 49.5％가 「1년 이상 하고 있지 않다」고 회답. 섹스리스의 정의(1994년 일본성과학회(日本性科学会))에 적용하면, 남성의 61.6％, 여성의 64.2％가 해당한다. 1년 이상 섹스하고 있지 않은 사람에게 대한, 「얼마나 전부터」의 물음에 대해서는, 남성은 평균 8.7년, 여성은 9.6년이었다.

## 같이 보기
- 일본인
- 일본학
- 일본의 문화
- 일본문명
- 일본어론
- 민족학
- 민족성
- 간통